# Anders Petersen (sociolog)
 For alternative betydninger, se Anders Petersen. (Se også artikler, som begynder med Anders Petersen)
Anders Petersen (født 30. juli 1973 i Silkeborg, død 20. maj 2022) var en dansk sociolog og lektor ved Aalborg Universitet. Han har i sin forskning undersøgt det moderne menneskes liv og udfordringer. Han har været med til at udvikle, diskutere og brede begreberne præstationssamfund og diagnosekultur ud i den offentlige debat.
Anders Petersen blev i 2002 uddannet i cand.scient.soc. fra Aalborg Universitet og har fra 2011 til 2022 arbejdet som lektor i sociologi ved Aalborg Universitet. Han var formand for Dansk Sociologiforening fra 2011 til 2013.
Anders Petersens samfundsdiagnose byggede på antagelsen om, at det moderne samfund lægger høj vægt på effektivitet, produktivitet og omstillingsparathed. I det individualistiske samfund vil et menneske, der ikke lever op til de moderne kriterier for 'det gode menneske', rette kritikken indad, og det leder ifølge Petersen til depression og angst. Petersen har kritiseret 'diagnosekulturen' for at udstille mennesker som nogle, der ikke falder inden for det snævre menneskelige ideal, og han mener, at den moderne diagnosediskurs, det vil for eksempel sige måden man forstår og snakker om depression, er et udtryk for generelle tendenser, ønsker og processer i samfundet. Således har Andersen Petersen indgående beskæftiget sig med samfundspatologier, dvs. sygdomstilstande i et samfund.